# Annette Vande Gorne
Annette Vande Gorne (6 janvier 1946, à Charleroi, en Belgique) est une compositrice de musique électroacoustique résidant à Ohain, en Belgique.
Elle étudie aux conservatoires royaux de Mons et de Bruxelles avec Jean Absil, à l'Université de Bruxelles et au conservatoire de Paris. Elle découvre par hasard la musique acousmatique dans les années 1970 en France. Outre ses différentes compositions (pour la scène, la concert ou la radio), elle est active dans l'édition de revues, constitue un acousmonium, crée un studio, organise des festivals et enseigne en Belgique.
Elle lance le concours Métamorphoses de musique électroacoustique, organisé par Musiques & Recherches,  en 2000, dont le 11e épisode a eu lieu en 2020, édité sous le label Influx.

## Discographie
- Impalpables[7] (empreintes DIGITALes, IMED 9839, 1998)
- Le Ginkgo; Architecture nuit; Noces noires (SONARt, IMSO 9504, 1995)
- 1993 : Tao[8] (empreintes DIGITALes, IMED 9311, 1993)
- 2008 : Exils[9] (empreintes DIGITALes, IMED 0890, 2008)
- 2016 : Haïkus[10]
- 2020 : Illusions[11]

## Liste d'œuvres
- Action / Passion (1987), musique de ballet pour une chorégraphie de Patricia Kuypers
- Aglavaine et Selysette (1989), musique de scène pour la pièce de théâtre de Maeterlinck
- Architecture nuit (1988), texte de Werner Lambersy
- Au-delà du Réel (2013-2014) acousmatique
- Bruxelles bivoque (1997) radiophonique
- Ce qu'a vu le vent d'Est (2003) acousmatique
- Cosmographie (2003), œuvre pour une installation sculpturale d'Anne Liebabergh
- Déluges et autres péripéties (2015), texte de Werner Lambersy
- Énergie / Matière (1985) acousmatique
- Les Énergies (2003), documentaire radio
- Exil, chant II (1983), texte de Saint-John Perse
- Faisceaux (1985, révision 2016), piano et bande
- Figures d'espace (2004) acousmatique
- Folie de Vincent (1983), musique de scène pour la pièce de théâtre Sulphur Sun de Philippe Marannes
- Fragments de lettre à un habitant du Centre (2002), texte de Kamal Ben Hameda
- Le Ginkgo (1994), texte de Werner Lambersy
- Lamento ou la délivrance du cercle (1980-1982) acousmatique
- Les Mélanges (2004), documentaire radio
- Le Montage (2003), documentaire radio
- Musiques pour Henri IV (1980), musique de scène pour la pièce de théâtre de Pirandello
- Noces noires (1986), texte de Werner Lambersy
- Paysage / vitesse (1986), Paysage sonore pour le ballet Nuit Hexoise, une chorégraphie d'Odile Duboc
- Les Polyphonies (2004), documentaire radio
- Tao (1983-1991), suite en 5 éléments : eau, bois, feu, métal, terre. acousmatique
- Traité d'écriture sur support (2018), livre[12]
- Vox Alia (1992-2000) acousmatique
- Yawar Fiesta, opéra acousmatique (2006-2012), Livret de Werner Lambersy
- Haiku : Printemps (2016) Hiver (2017) acousmatique